# Николай Славеев
Николай Славеев е български народен певец от Родопската област.

## Биография
Роден на 1 октомври 1965 г. в малкото родопско градче Сърница (в близост до Доспат). Баща му също е пеел. Завършва основното и средното си образование в ЕСПУ „Кирил и Методий“ в Сърница, където за пръв път се проявява дарбата му и се включва в училищни и читалищни фолклорни групи. Като дете се занимава със спорт – тренира футбол и борба. През 1978 г. става републикански шампион по авиомоделизъм за юноши, след което активно започва да се занимава с народно пеене. Носител е на златни значки от VI и VII републикански фестивали на художественото творчество. Завършва магистратура в УНСС по специалност „Счетоводство и контрол“. Работил е като счетоводител в родния си град. Няколко години работи в кметството на Сърница. През 1996 г. започва да пее в елитни софийски заведения. През юни 1998 г. записва в заведението, в което работи, аудиокасета с 4 песни: „Излел е Дельо хайдутин“, „Охридското езеро“, „Бургаски вечери“ и авторската си песен „Върни се, сине“, които изпраща за прослушване във фирма „Пайнер“, след което бива одобрен и подписва договор. През 1998 г. е издаден първият му албум, изцяло в стил попфолк, който е дуетен с попфолк певицата Милена. Славеев изпълнява предимно песни от Родопите и популярни версии на фолклор от различните етнографски области. В периода 1999 – 2004 г. осъществява неколкократни турнета в Канада и САЩ, както и повече от 100 самостоятелни концерта на българската общност в 13 щата. Концертира в Испания, Гърция, Турция, Русия, Германия, САЩ и взема много участия в България.
През 2011 година Славеев посвещава албума си „Плачи, горо“ в памет на родопския певец Веселин Джигов.
През 2019 г. напуска „Пайнер“.
През 2023 година издава „Чорбаджийска сватба 2023“ – първия си албум като самопродуциращ се изпълнител.

## Дискография

### Студийни албуми
- „Забранена любов“ (1998) – дуетен албум с Милена
- „Гласът на Родопите“ (2000)
- „Биляна платно белеше“ (2001)
- „От народа за народа“ (2002)
- „Да вдигнем чаши“ (2004)
- „Родопа е Орфеев дом“ (2006)
- „Гласът на Родопите 2“ (2008)
- „Плачи, горо“ (2011)
- „Яжте и пийте, другари“ (2013)
- „Настроение в ритъм“ (2016)
- „Чорбаджийска сватба“ (2023)

### Компилации
- „Най-доброто“ (2003)
- „Без приятели не мога“ (2010)

## Видео албуми
- „Гласът на Родопите“ (2008)

## Награди
- 2000 – Тракия фолк – Награда за текст „Любовна клетва“
- 2003 – Тракия фолк – Награда за традиции и новаторство
- 2004 – Пирин фолк – Награда за изпълнение
- 2006 – Пирин фолк – Първа награда за изпълнение
- 2006 – Планета ТВ – Фолклорен изпълнител на годината